# Saint-Roman-de-Malegarde
Saint-Roman-de-Malegarde est une commune française située dans le département de Vaucluse, en région Provence-Alpes-Côte d'Azur.
Ses habitants se nomment les Romanais.

## Géographie

### Localisation
Située dans le nord Vaucluse, Saint-Roman-de-Malegarde est à mi-chemin entre Bollène (20 km), Vaison-la-Romaine (14 km) et Orange (20 km).
| Tulette (Drôme)          |                          | Buisson |
| Sainte-Cécile-les-Vignes | Saint-Roman-de-Malegarde |         |
|                          | Cairanne                 | Rasteau |

### Voies de communications et transports

#### Voies routières
La route départementale 51 traverse la commune d'est en ouest, et la 51a rejoint la Drôme pour y devenir la route départementale 75. Une variante du GR4 passe sur la commune, au sud du bourg.
L'autoroute la plus proche est l'autoroute A7, à la sortie de Bollène.

#### Transports en commun
- Transport en Provence-Alpes-Côte d'Azur

Commune desservie par le réseau régional Sud Mobilité.

### Relief
La commune de Saint-Roman-de-Malegarde se situe sur la partie septentrionale d'une colline qui la sépare de celles de Roaix et de Rasteau.
La partie au nord du bourg (plaine de l'Aygues) est plus basse que celle au sud (collines).

### Géologie
La croupe sur laquelle est établi le village provient d'un ancien fond marin du tertiaire où s'est déposée une molasse jaunâtre, le safre. Des coteaux d'argile blanche, mêlée de calcaire, s'étagent sur le versant sud. Les terrasses qui jouxtent l'Aygues sont formées d'alluvions du quaternaire.

### Sismicité
Les cantons de Bonnieux, Apt, Cadenet, Cavaillon, et Pertuis sont classés en zone Ib (risque faible). Tous les autres cantons du département de Vaucluse, dont celui de Vaison-la-Romaine auquel appartient la commune, sont classés en zone Ia (risque très faible). Ce zonage correspond à une sismicité ne se traduisant qu'exceptionnellement par la destruction de bâtiments.

### Hydrographie et les eaux souterraines

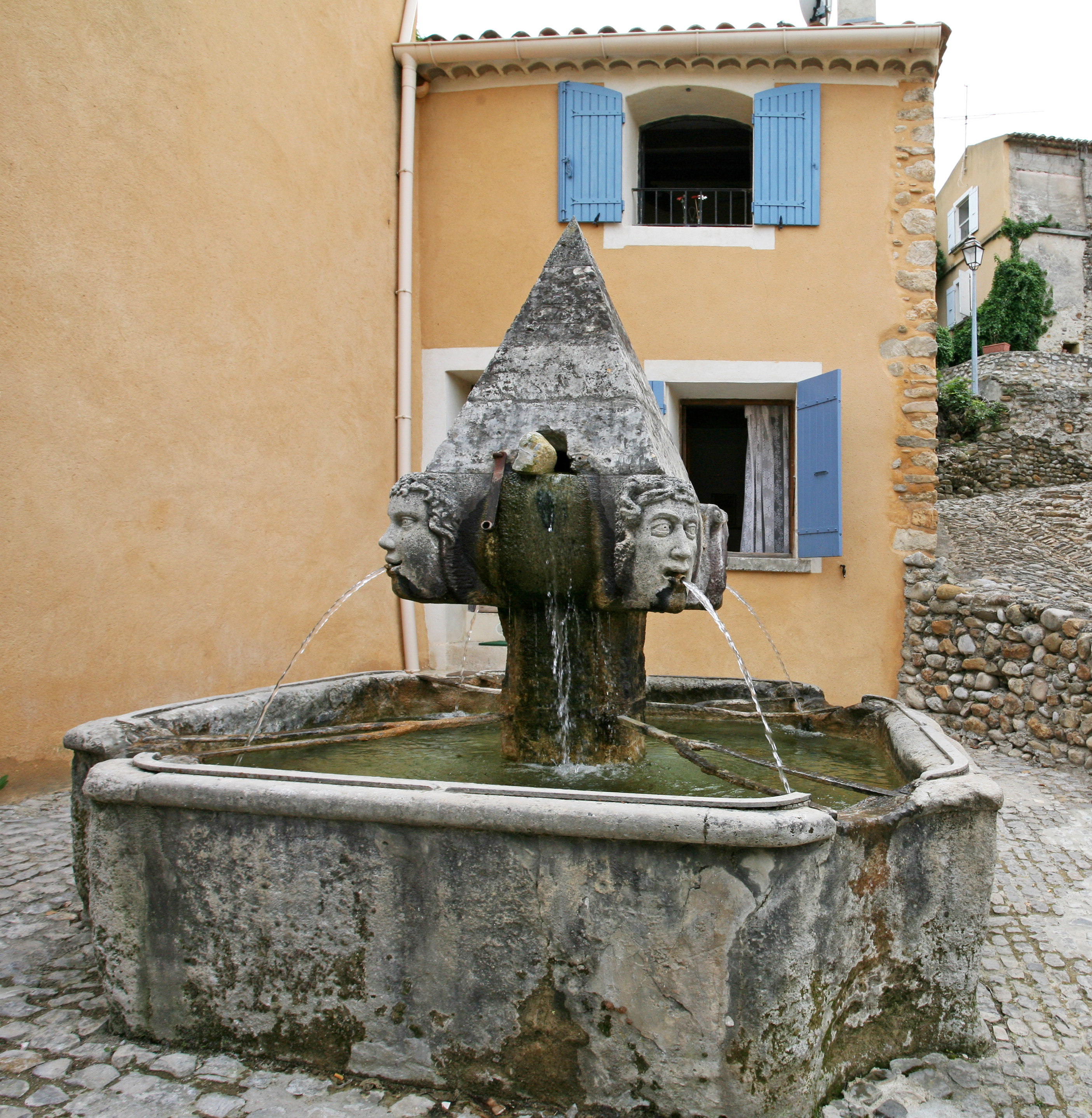
Fontaine au bourg de Saint-Roman-de-Malegarde.

Saint-Roman est située sur le bord de l'Aygues.
Saint-Roman-de-Malegarde dispose d'une station d'épuration d'une capacité de 600 équivalent-habitants.

### Climat
Pour des articles plus généraux, voir Climat de Provence-Alpes-Côte d'Azur et Climat de Vaucluse.
En 2010, le climat de la commune est de type climat du Bassin du Sud-Ouest, selon une étude du Centre national de la recherche scientifique s'appuyant sur une série de données couvrant la période 1971-2000. En 2020, Météo-France publie une typologie des climats de la France métropolitaine dans laquelle la commune est exposée à un climat méditerranéen et est dans la région climatique  Provence, Languedoc-Roussillon, caractérisée par une pluviométrie faible en été, un très bon ensoleillement (2 600 h/an), un été chaud (21,5 °C), un air très sec en été, sec en toutes saisons, des vents forts (fréquence de 40 à 50 % de vents > 5 m/s) et peu de brouillards.
Pour la période 1971-2000, la température annuelle moyenne est de 13,6 °C, avec une amplitude thermique annuelle de 17,6 °C. Le cumul annuel moyen de précipitations est de 843 mm, avec 6,2 jours de précipitations en janvier et 3,1 jours en juillet. Pour la période 1991-2020, la température moyenne annuelle observée sur la station météorologique de Météo-France la plus proche, « Visan », sur la commune de Visan à 5 km à vol d'oiseau, est de 14,2 °C et le cumul annuel moyen de précipitations est de 772,7 mm. 
La température maximale relevée sur cette station est de 42 °C, atteinte le 22 août 2023 ; la température minimale est de −10,9 °C, atteinte le 2 mars 2005,,.
Les paramètres climatiques de la commune ont été estimés pour le milieu du siècle (2041-2070) selon différents scénarios d'émission de gaz à effet de serre à partir des nouvelles projections climatiques de référence DRIAS-2020. Ils sont consultables sur un site dédié publié par Météo-France en novembre 2022.

## Toponymie
Le nom de la commune est attesté, à partir 1317, sous la forme Sancti Romani de Mala Gardia. Ce qualificatif provient du germain ward (garde → tour de garde) qui a été latinisé en gardia. Le premier castrum de ce site avait donc fort mauvaise réputation,.

## Histoire

### Antiquité
Au bas du village, l'ancienne chapelle Saint-Nazaire a succédé à un fanum romain. Autour de ce site, très tôt christianisé, il a été retrouvé les vestiges d'un cimetière paléochrétien. Le seul autre objet datant de la colonisation romaine est un miroir qui a été retrouvé dans la première partie du XXe siècle.

### Les Templiers et les Hospitaliers
Au milieu du XIIe siècle, ce territoire dépendait de la Principauté d'Orange dont les princes l'avaient inféodé aux Hospitaliers de l'ordre de Saint-Jean de Jérusalem d'Orange. Le château et son donjon furent édifiés au cours du XIIIe siècle. Son enceinte, de forme quadrangulaire, était flanquée de tours aux quatre angles.
Commanderie des Templiers : Domaine du Temple de Buisson, Maison du Temple de Roaix.
Jean XXII, second pape d'Avignon, décida, en 1317, de récupérer tous les biens des Hospitaliers du Comtat Venaissin et de ses terres adjacentes. Saint-Roman devient dès lors fief pontifical attribué à des seigneurs laïques. Le nom de l'un de ceux-ci fut Jacques Elziaire. Ce fut à la fin du XIVe siècle que ce fief revint à Guillaume des Baux, prince d'Orange. Il en rendit hommage à Benoît XIII avant que celui-ci quittât Avignon et entra en possession de Saint-Roman en janvier 1405.

### Renaissance
En mars 1427, le prince d'Orange légua ce fief, « avec château, ville, fort et territoires », à son neveu et héritier universel Jean de Rivette. En 1429, ce fut son fils Aleman de Rivette, déjà co-seigneur de Bonnieux, qui hérita.
Au cours du XVIe siècle, ce fief fut en co-seigneurie entre les Rostang et les Ancézune. Ce qui n'empêcha point que le village et son château furent attaqués par les religionnaires de Nyons en 1574. Le paréage prit fin au XVIIe siècle puisque les seuls seigneurs furent les Adhémar de Monteil comte de Grignan.

### Période moderne
Le paréage reprit au cours du XVIIIe siècle puisque les Limeil et les Lebeau-Béraud en furent co-seigneurs.
Le 12 août 1793 fut créé le département de Vaucluse, constitué des districts d'Avignon et de Carpentras, mais aussi de ceux d'Apt et d'Orange, qui appartenaient aux Bouches-du-Rhône, ainsi que du canton de Sault, qui appartenait aux Basses-Alpes.
La commune décida par deux fois de changer de nom en 1794. La première fois, elle se débaptisa en Roman-sur-Aygues et la seconde, elle prit la dénomination de Roman-Montagne.
Ce fut en 1856 que fut entièrement démoli le donjon après un vote du conseil municipal qui avait besoin de pierres pour édifier une digue sur les berges de l'Aygues.

### Période contemporaine
Saint-Roman-de-Malegarde fait partie des 18 communes de Vaucluse qui ont le droit de classer leurs vins en côtes-du-rhône villages, AOC reconnue depuis le 13 juillet 1951.

### Héraldique
| Blason de Saint-Roman-de-Malegarde | Les armes peuvent se blasonner ainsi : Tranché : au premier de gueules à la tour d'or, ouverte et ajourée du champ, au second d'or au bélier de gueules. |

## Politique et administration

### Liste des maires
| Période                                  | Période | Identité     | Étiquette | Qualité |
| ---------------------------------------- | ------- | ------------ | --------- | ------- |
| mars 1983                                | 2010    | Long Raymond |           |         |
| Les données manquantes sont à compléter. |         |              |           |         |

### Intercommunalité
Commune membre de la Communauté de communes Pays Vaison Ventoux.

## Urbanisme

### Typologie
Au 1er janvier 2024, Saint-Roman-de-Malegarde est catégorisée commune rurale à habitat dispersé, selon la nouvelle grille communale de densité à sept niveaux définie par l'Insee en 2022.
Elle est située hors unité urbaine et hors attraction des villes,.

### Occupation des sols
L'occupation des sols de la commune, telle qu'elle ressort de la base de données européenne d’occupation biophysique des sols Corine Land Cover (CLC), est marquée par l'importance des territoires agricoles (67,8 % en 2018), une proportion sensiblement équivalente à celle de 1990 (68,1 %). La répartition détaillée en 2018 est la suivante : 
cultures permanentes (64,9 %), forêts (23,4 %), espaces ouverts, sans ou avec peu de végétation (5,1 %), zones urbanisées (3,7 %), terres arables (2,8 %), zones agricoles hétérogènes (0,1 %). L'évolution de l’occupation des sols de la commune et de ses infrastructures peut être observée sur les différentes représentations cartographiques du territoire : la carte de Cassini (XVIIIe siècle), la carte d'état-major (1820-1866) et les cartes ou photos aériennes de l'IGN pour la période actuelle (1950 à aujourd'hui).

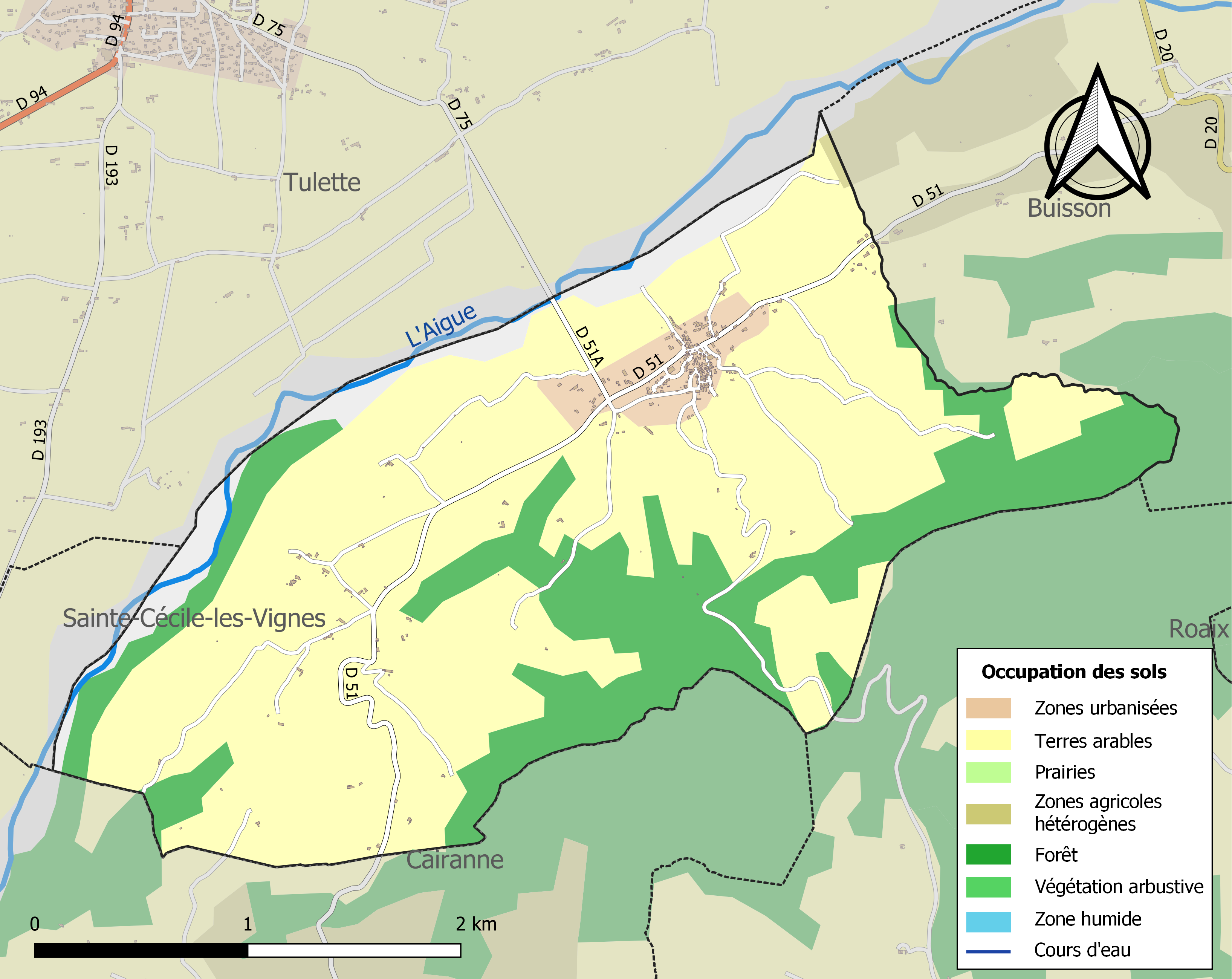
Carte des infrastructures et de l'occupation des sols de la commune en 2018 (CLC).

### Fiscalité locale
| Taxe                                                | Part communale | Part intercommunale | Part départementale | Part régionale |
| --------------------------------------------------- | -------------- | ------------------- | ------------------- | -------------- |
| Taxe d'habitation (TH)                              | 6,86 %         | 0,00 %              | 7,55 %              | 0,00 %         |
| Taxe foncière sur les propriétés bâties (TFPB)      | 11,62 %        | 0,00 %              | 10,20 %             | 2,36 %         |
| Taxe foncière sur les propriétés non bâties (TFPNB) | 40,32 %        | 0,00 %              | 28,96 %             | 8,85 %         |
| Taxe professionnelle (TP)                           | 00,00 %        | 11,52 %             | 13,00 %             | 3,84 %         |

La part régionale de la taxe d'habitation n'est pas applicable.

### Budget et fiscalité 2017

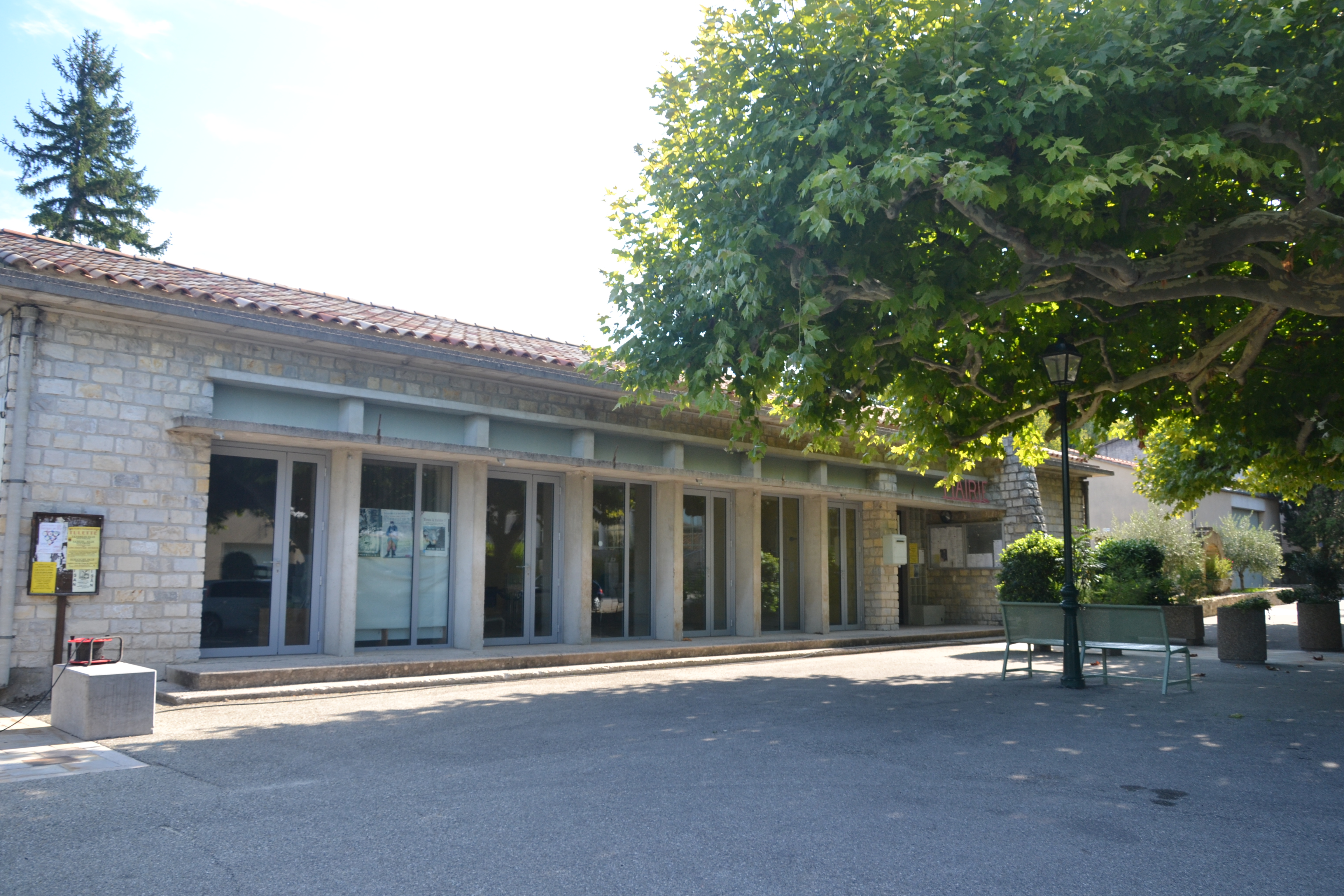
Mairie de Saint-Roman-de-Malegarde.

En 2017, le budget de la commune était constitué ainsi :
- total des produits de fonctionnement : 225 000 €, soit 670 € par habitant ;
- total des charges de fonctionnement : 199 000 €, soit 591 € par habitant ;
- total des ressources d'investissement : 92 000 €, soit 274 € par habitant ;
- total des emplois d'investissement : 258 000 €, soit 768 € par habitant ;
- endettement : 2 000 €, soit 5 € par habitant.

Avec les taux de fiscalité suivants :
- taxe d'habitation : 6,86 % ;
- taxe foncière sur les propriétés bâties : 11,62 % ;
- taxe foncière sur les propriétés non bâties : 42,28 % ;
- taxe additionnelle à la taxe foncière sur les propriétés non bâties : 0,00 % ;
- cotisation foncière des entreprises : 0,00 %.

Chiffres clés Revenus et pauvreté des ménages en 2015 : médiane en 2015 du revenu disponible, par unité de consommation : 19 401 €.

## Population et société

### Démographie

#### Évolution démographique
L'évolution du nombre d'habitants est connue à travers les recensements de la population effectués dans la commune depuis 1793. Pour les communes de moins de 10 000 habitants, une enquête de recensement portant sur toute la population est réalisée tous les cinq ans, les populations de référence des années intermédiaires étant quant à elles estimées par interpolation ou extrapolation. Pour la commune, le premier recensement exhaustif entrant dans le cadre du nouveau dispositif a été réalisé en 2005.

En 2022, la commune comptait 339 habitants, en évolution de +2,42 % par rapport à 2016 (Vaucluse : +1,73 %, France hors Mayotte : +2,11 %).
| 1793 | 1800 | 1806 | 1821 | 1831 | 1836 | 1841 | 1846 | 1851 |
| ---- | ---- | ---- | ---- | ---- | ---- | ---- | ---- | ---- |
| 366  | 380  | 421  | 420  | 465  | 464  | 448  | 455  | 479  |

| 1856 | 1861 | 1866 | 1872 | 1876 | 1881 | 1886 | 1891 | 1896 |
| ---- | ---- | ---- | ---- | ---- | ---- | ---- | ---- | ---- |
| 508  | 486  | 518  | 473  | 461  | 428  | 438  | 407  | 325  |

| 1901 | 1906 | 1911 | 1921 | 1926 | 1931 | 1936 | 1946 | 1954 |
| ---- | ---- | ---- | ---- | ---- | ---- | ---- | ---- | ---- |
| 328  | 338  | 320  | 260  | 255  | 236  | 220  | 207  | 203  |

| 1962 | 1968 | 1975 | 1982 | 1990 | 1999 | 2005 | 2006 | 2010 |
| ---- | ---- | ---- | ---- | ---- | ---- | ---- | ---- | ---- |
| 237  | 237  | 244  | 242  | 253  | 255  | 279  | 282  | 326  |

| 2015 | 2020 | 2022 | - | - | - | - | - | - |
| ---- | ---- | ---- | - | - | - | - | - | - |
| 331  | 333  | 339  | - | - | - | - | - | - |

En 2008 la commune compte 330 habitants, mais sa population augmente très fortement pendant les périodes estivales.

## Économie

### Tourisme
La commune est constituée de plusieurs maisons secondaires occupées pendant tout l'été ; il y a un restaurant et plusieurs gîtes sont à louer.

### Agriculture
Dans le courant du XIXe siècle, la commune produisait essentiellement des fruits, dont des cerises précoces qui étaient alors considérées comme les meilleures de la région.
Aujourd'hui, l'agriculture est constituée principalement de vignes qui produisent des vins classés en côtes-du-rhône villages (AOC). Il existe sur la commune le Domaine de Font-Croze. Les vendanges sont apportées dans la cave Costebelle de Tulette. On y produit également quelques cultures fruitières (pêche, abricot).

### Commerces

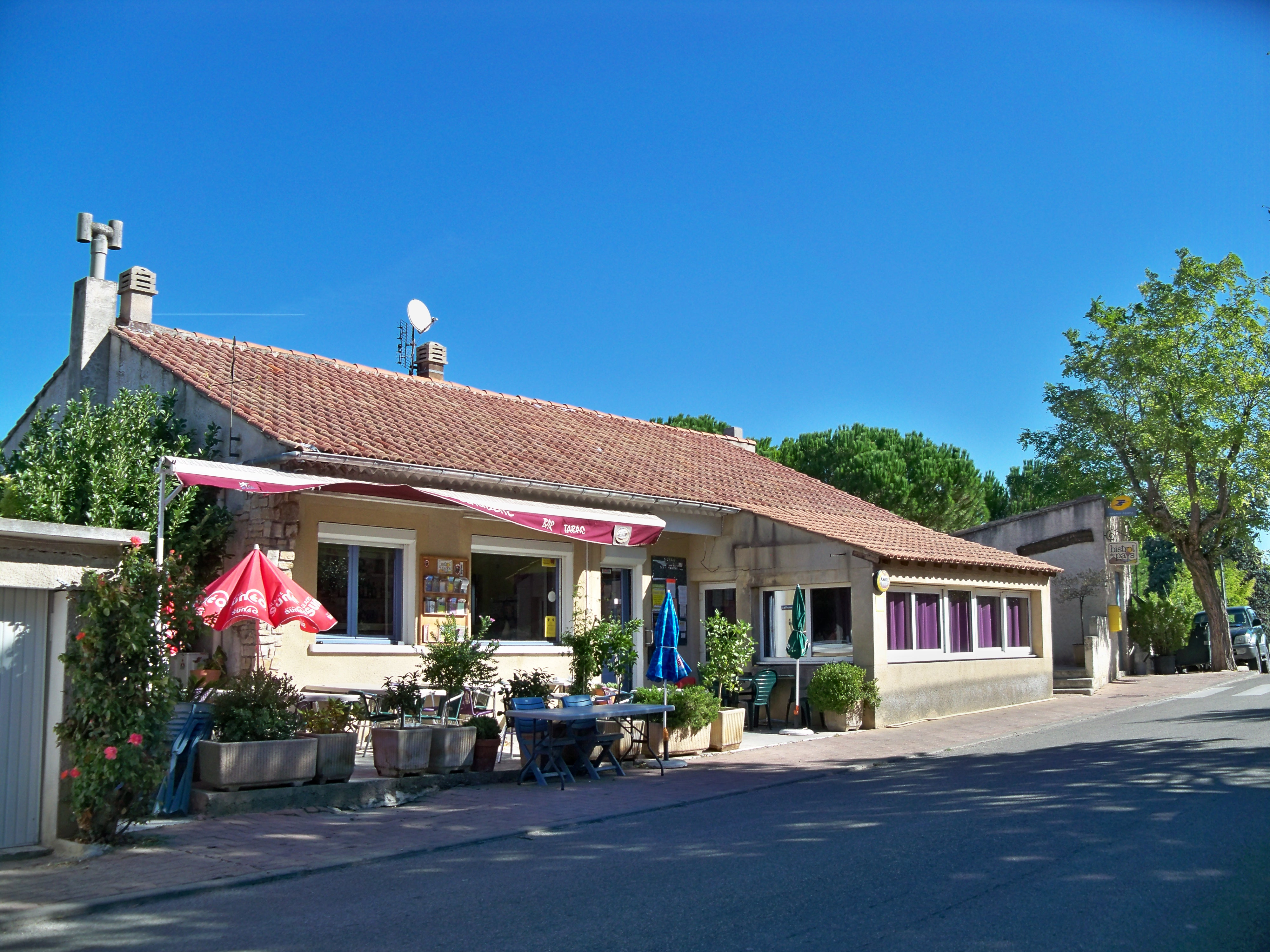
Bistrot de pays de Saint-Roman-de-Malegarde.

Le bar Chez Claudette, qui porte le label Bistrot de pays,, adhère à une charte dont le but est de « contribuer à la conservation et à l’animation du tissu économique et social en milieu rural par le maintien d’un lieu de vie du village ».
Le domaine Fond Croze, vigneron indépendant.

## Patrimoine, lieux et monuments

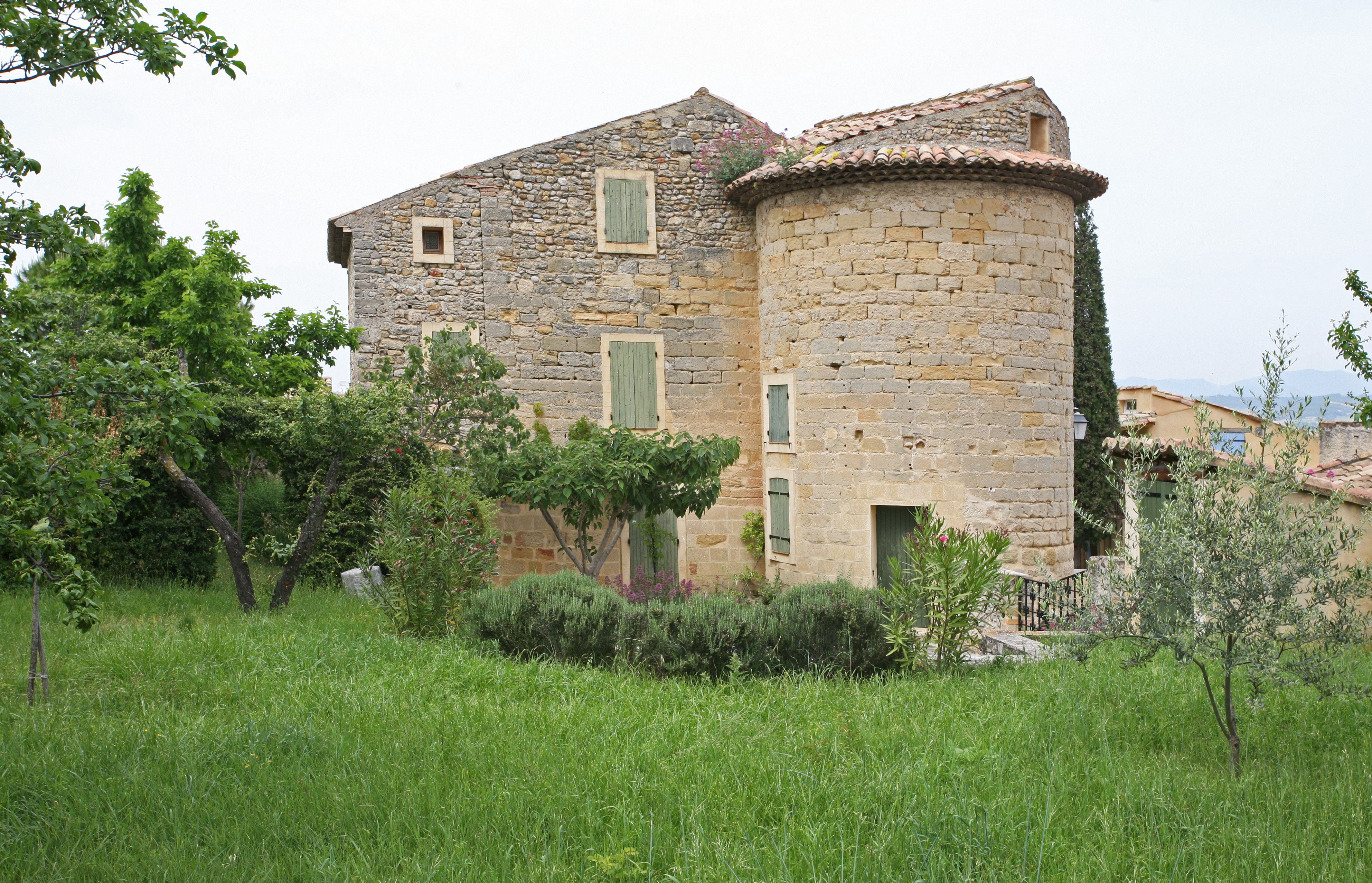
Maison au sommet intégrant une des anciennes tours.

### Patrimoine civil
- Ancien château dont il reste trois tours[33].(historique du château, généalogie et références réalisés par le propriétaire actuel à consulter sur le site de l'association pour la préservation du patrimoine "Saint Roman le bien gardé" dans l'onglet réservé au château) Vous pouvez consulter le site sur la page Facebook de l'association ou dans les liens externes
- Les fontaines, le lavoir, le vieux pont[34].
- Sculptures de Richard Di Rosa[35].

### Patrimoine religieux

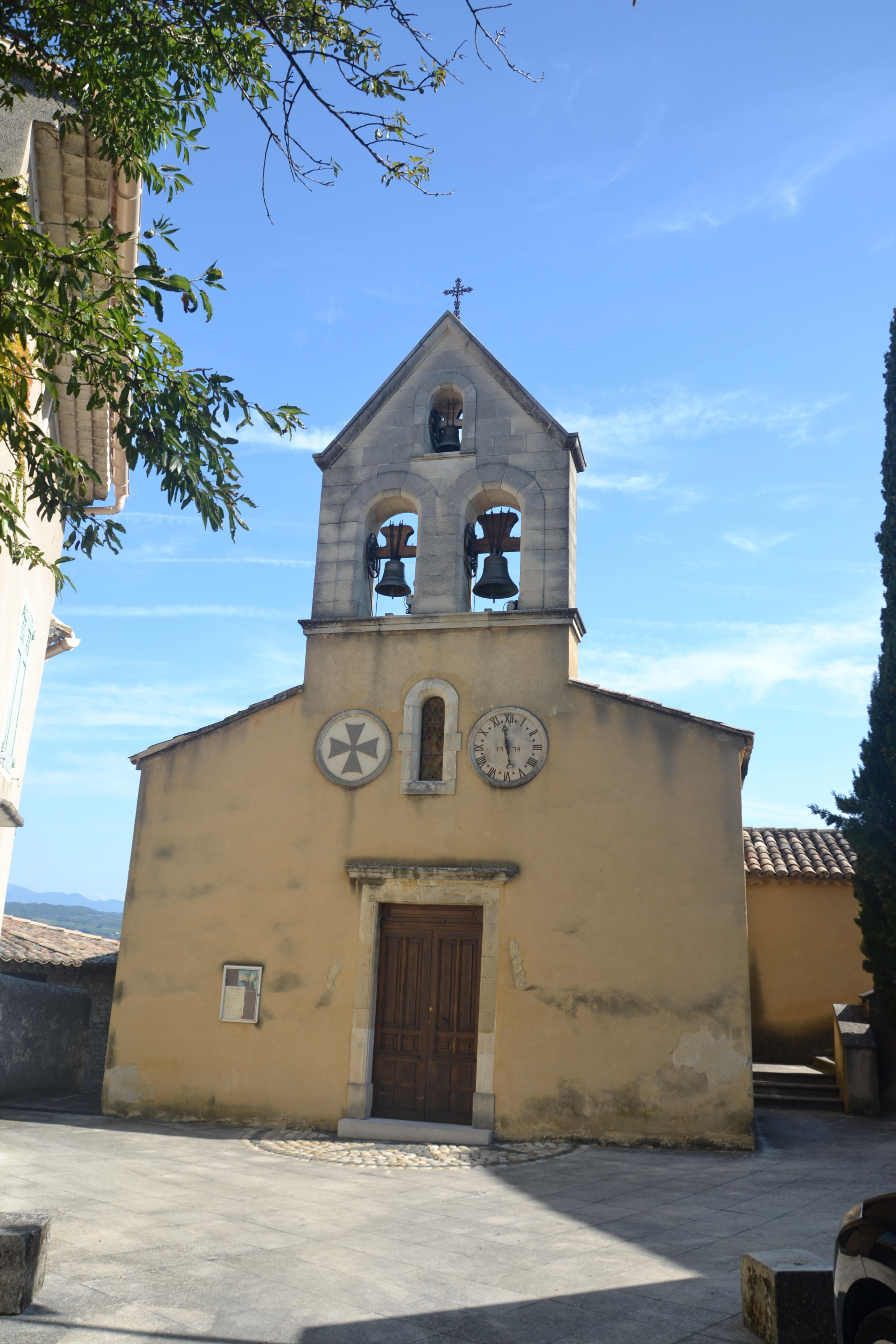
Église de Saint-Roman-de-Malegarde.

- Église Saint-Romain du XIIIe siècle[36].
- Oratoires[37].
- Monument aux morts[38].

### Patrimoine environnemental
Sur la colline séparant les villages de Saint-Roman-de-Malegarde, Rasteau et Cairanne il existe plusieurs sentiers botaniques.

## Équipements ou Services

### Enseignement
La commune dispose d'une école primaire publique en classe unique (école Jean-Moulin), collège Joseph-d'Arbaud à Vaison-la-Romaine, puis vers les lycée Jean-Henri-Fabre à Carpentras.

### Sports
Plusieurs sentiers de promenade, pratique de la pêche, VTT, etc.

### Santé
Il n'y a ni pharmacie, ni docteur, ni dentiste sur cette commune. Les plus proches se trouvent à Visan ou à Cairanne. Le centre hospitalier se trouve sur Vaison-la-Romaine (chef-lieu de canton).

## Vie locale

### Cultes
- Culte catholique, Paroisse de Vaison-la-Romaine[44], Diocèse d'Avignon.